# Dioscoride di Samo
Dioscoride di Samo (in greco antico: Διοσκουρίδης Σάμιος?; Samo, II secolo a.C. – I secolo a.C.) è stato un artista greco antico, specializzato come mosaicista.

## Biografia
Dioscoride (o Dioscuride) di Samo operò nel primi due secoli avanti Cristo, e la sua firma si trova sul bordo superiore dei due mosaici di tema teatrale rinvenuti nella villa di Cicerone a Pompei nel 1763, ora al Museo archeologico nazionale di Napoli; uno di questi raffigura la Consultazione della fattucchiera o una scena di banchetto cui partecipano tre donne indossanti maschere comiche, e l'altro dei Musici ambulanti, una scena comica, o un concerto realizzato da tre musicisti, che hanno sul viso maschere comiche.
Le due opere derivano forse da pitture anteriori; le scene vivacemente impostate offrono un saggio di acuta penetrazione psicologica nel presentare in icastici atteggiamenti personaggi e tipi della Commedia nuova.
Con una tecnica consumata, simile a quella delle opere musive di Pergamo, Dioscuride si è servito di minuscole tessere nell'intento di ricreare gli effetti cromatici e chiaroscurali della pittura.
Lo stile di questi mosaici è però fondamentale per capire la loro origine, dato che non evidenziano elementi artistici tipicamente romani e invece hanno influenze del mondo greco-orientale di età diadochea, al punto da pensare che essi siano copie o opere fortemente ispirate di lavori greci di età diadochea, del III secolo a.C.